# کومور بووتنه
کومور بووتنه (به لهستانی:  Komory Błotne) یک روستا در لهستان است که در گمینا سونگسک واقع شده‌است. کومور بووتنه  ۶۹ نفر جمعیت دارد.